# Asociación Atlética Huracán Las Heras
L'Asociación Atlética Huracán Las Heras è una società calcistica argentina con sede a Las Heras, fondata nel 1939.
Il club nacque ufficialmente il 24 dicembre 1939, dalla fusione tra l'Huracán Bombal e l'Unión Sport Club Las Heras.
Ha partecipato per la prima ed unica volta al Campionato Nacional nel 1985.

## Palmarès

### Competizioni nazionali
- Torneo Argentino C: 1

2011
- Torneo Federal B: 1

2016